# Лужесянка
Лужеся́нка, также Лужесня́нка (бел. Лужасня́нка) — река в Белоруссии, протекает по территории Городокского и Витебского районов Витебской области, правый приток Западной Двины.
Длина реки — 32 км, площадь водосборного бассейна — 700 км². Среднегодовой расход воды в устье 4,6 м³/с. Средний наклон водной поверхности 0,9 м/км.
Река вытекает из юго-западной части озера Вымно в Городокском районе. Исток расположен рядом с деревней Хоботы. Генеральное направление течения — юго-запад. Всё течение проходит в пределах Городокской возвышенности, в среднем течении образует границу Городского и Витебского районов.
Высота истока — 148,6 м над уровнем моря. Высота устья около 126,8 м над уровнем моря.
Долина чашеобразная, на большом протяжении узкая, шириной 200—400 м. Пойма двухсторонняя и прерывистая, иногда отсутствует; ширина 80-100 м. Русло извилистое, шириной в верхнем течении 5 м, в среднем и нижнем — 12-20 м.
Притоки — Храповлянка, Кабищанка, Громоть (правые); Волкунь (левый).
На реке расположены деревни Хоботы, Латыгово (Городокский район); Щучино, Сущево, Сокольники, Мазолово (Витебский район).
Впадает в Западную Двину около железнодорожной станции и деревни Лужесно в 2 км от северо-западной окраины Витебска.